# Niantic (Volk)

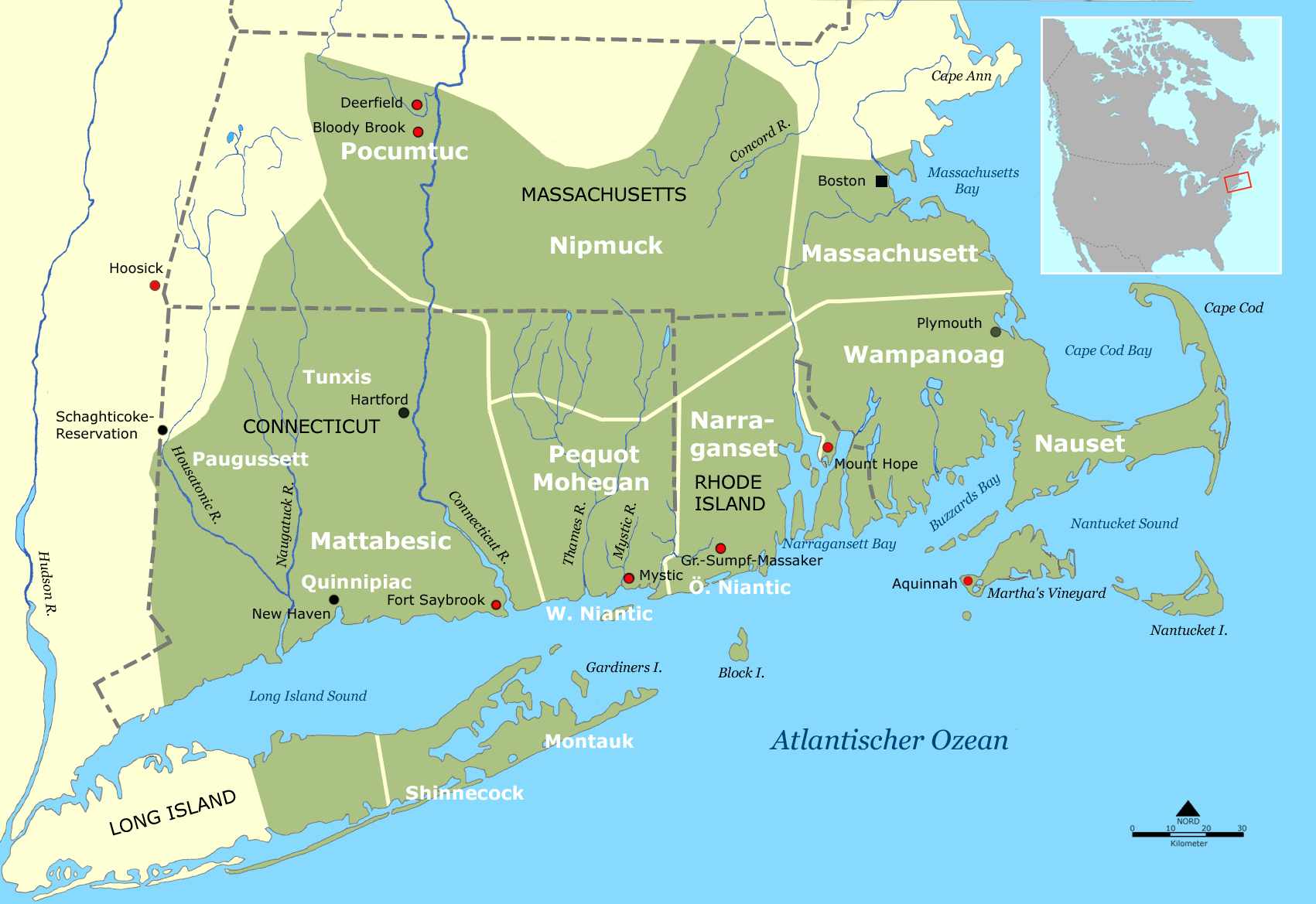
Wohngebiet der Niantic und benachbarter Stämme um 1600

Die Niantic waren Algonkin sprechende Indianer des östlichen Nordamerikas, die früher einen Teil der Südküste Neuenglands bewohnten. Sie waren eng mit den Pequot, Mohegan und Narraganset verwandt und ihre Kultur und Lebensweise unterschied sich kaum von der ihrer Nachbarn, mit Ausnahme ihrer stärkeren Abhängigkeit von Meeresfrüchten. Ihre Stammesidentität ist heute erloschen.

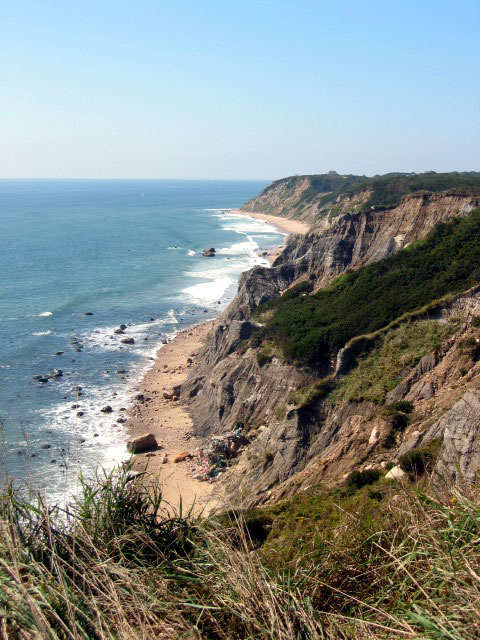
Block Island im Long-Island-Sund

## Wohngebiet und Gruppen
Die Niantic bewohnten zu Beginn des 17. Jahrhunderts die Südküste Neuenglands von der Mündung des Connecticut Rivers ostwärts bis ins südwestliche Rhode Island einschließlich Block Island im Long-Island-Sund. Die Niantic unterteilten sich in zwei geographische Gruppen, die voneinander durch die Stammesgebiete der Pequot und Mohegan getrennt waren:
- Östliche Niantic (im Südwesten von Rhode Island) und
- Westliche Niantic (im südlichen, zentralen Connecticut östlich der Mündung des Connecticut Rivers)

## Geschichte

### Holländer und Engländer

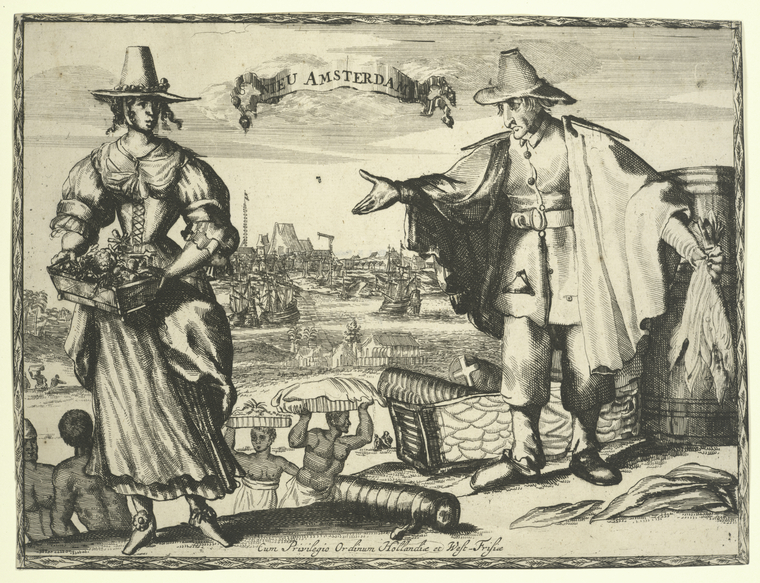
Niederländischer Kaufmann mit Tabakblättern in der Hand vor der Silhouette Nieuw Amsterdams

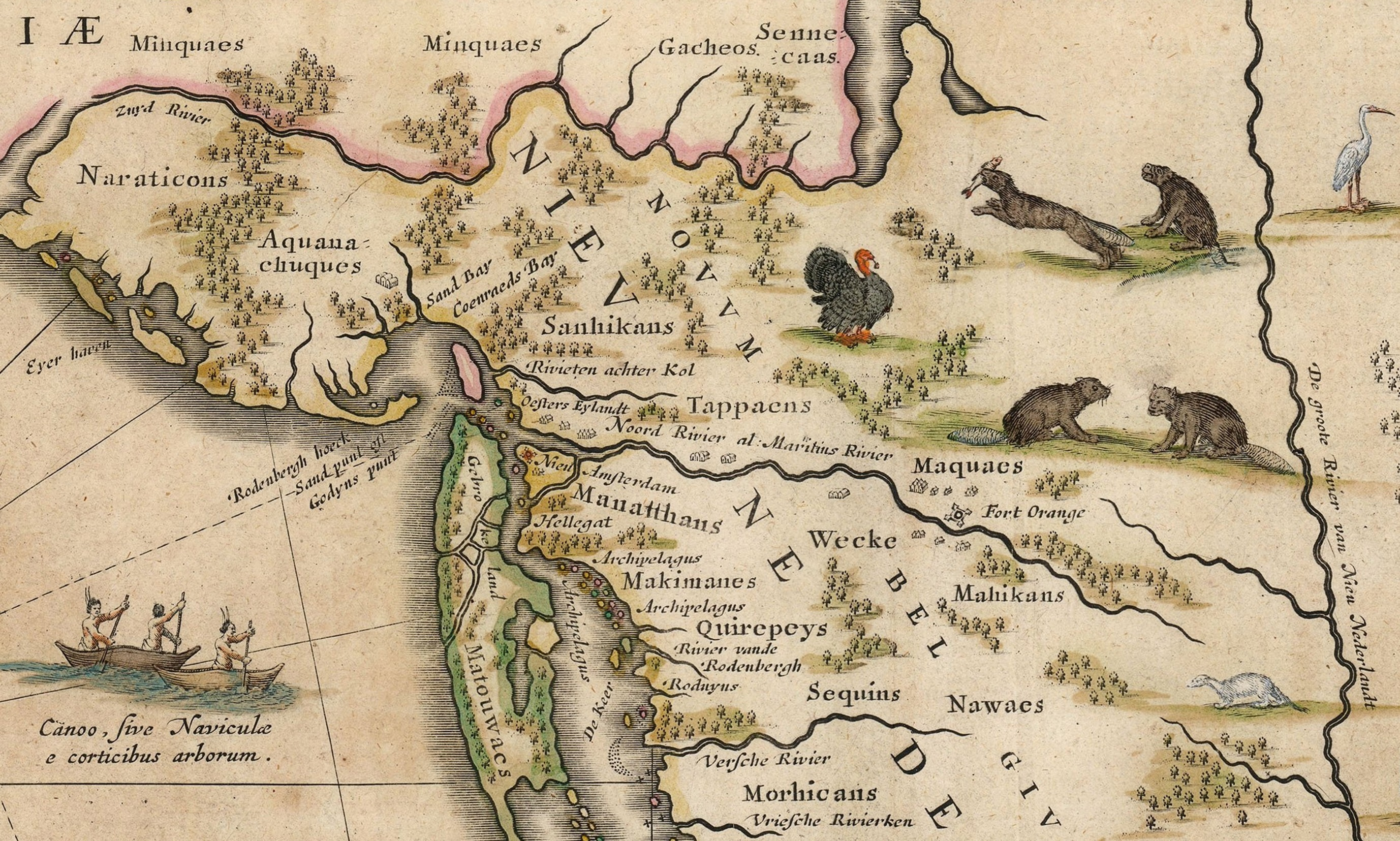
Der Ausschnitt aus der um 1634 entstandenen Karte Nova Belgica et Anglia Nova des Niederländers Joan Blaeu zeigt die Region um den Hudson River. Übergroße Abbildungen von Ottern und Bibern sollen den Pelzreichtum des Landes betonen.

In den Jahren 1614 bis 1617 wurde Neuengland von Kriegen und verheerenden Epidemien heimgesucht. Um die Folgezeit zu überstehen, schlossen sich die Westlichen Niantic den Pequot an, während sich die Östlichen Niantic mit den Narraganset verbündeten. Dieses Bündnis wurde wohl zusätzlich später durch die Vermählung von Quaiapen, der Schwester des Nianticsachems Ninigret mit dem Häuptlingssohn der Narraganset Mriksah untermauert. Ab 1614 weiteten die holländischen Händler vom unteren Hudson River ihren Aktionsradius nach Osten aus, besuchten die Stämme an der Südküste Neuenglands und kamen bis zu den Dörfern der Narraganset in heutigen Rhode Island. Anschließend reklamierten die Holländer das gesamte Gebiet bis nach Cape Cod als ihre Kolonie und nannten sie Nieuw Nederland. Die hauptsächlichen holländischen Siedlungsgebiete lagen auf den Inseln Manhattan und Long Island sowie entlang der Flüsse Hudson, Delaware und Connecticut. Verwaltungssitz war Nieuw Amsterdam, das spätere New York.
1622 wurde ein Handelsposten in der Nähe des heutigen Hartford errichtet, von dem aus Handel mit den Stämmen am unteren Connecticut River betrieben wurde. Allerdings beanspruchten die Engländer dasselbe Gebiet als Teil Virginias für sich und errichteten 1620 eine Siedlung an der Ostküste, das heutige Plymouth in Massachusetts. Die Holländer wollten keinen Krieg, sondern kooperieren und schickten 1627 eine Delegation über Land zu den Engländern, um mit den Pilgervätern in Plymouth zu verhandeln. Die Holländer beglückwünschten die Engländer zu ihrer neuen, erfolgreichen Kolonie und beide Parteien unterzeichneten ein Handelsabkommen, in dem den Holländern die exklusiven Rechte eingeräumt wurden, mit den Narraganset und anderen Stämmen westlich des Connecticut Rivers Handel zu treiben.
Das Handelsabkommen berührte die Interessen der Kolonisten kaum zu dieser Zeit, doch nach 1630 sollte sich die Situation durch die Ankunft einer großen Anzahl puritanischer Einwanderer in Massachusetts erheblich ändern. Diese ignorierten einfach das frühere Abkommen und binnen weniger Jahre wurde Engländer und Holländer Konkurrenten beim Pelzhandel am Connecticut River.
Eine Zeit lang handelten Pequot und Niantic mit beiden Parteien, doch der intensive Wettbewerb führte schließlich zu einer Spaltung innerhalb der Pequot. Es bildeten sich zwei verschiedene Parteien und es kam zu Angriffen auf holländische und englische Händler, die jeweils das Pech hatten, von der falschen Pequot-Gruppe begleitet zu werden. Der Streit innerhalb der Pequot eskalierte. Während die größere Gruppe unter Sachem Sassacus für die Holländer war, sammelte sich unter Sachem Uncas die Pro-England-Gruppe, aus der später die Mohegan hervorgehen sollten. Die Westlichen Niantic mussten sich für eine Partei entscheiden und wählten die Holland-Anhänger unter Sassacus.

### Der Pequot-Krieg

Angriff auf das Pequot-Fort am Mystic River – Darstellung aus dem 17. Jahrhundert

Sowohl die Niantic als auch die Pequot waren wehrhaft und durchaus in der Lage, sich zu verteidigen. Im Jahre 1634 töteten Niantic-Krieger den Bostoner Händler John Stone, der im Ruf stand, ein Pirat und Sklavenhändler zu sein. Ungeachtet dessen, dass Stone Niantic-Frauen und -Kinder gefangen hatte und als Sklaven nach Virginia verkaufen wollte, forderten die Engländer die Herausgabe seiner Mörder von den Pequot, die an Stelle der Niantic verhandelten. Das Ansinnen wurde abgelehnt und war für die Engländer ein Kriegsgrund. Im Jahr 1635 erbauten die Engländer Fort Saybrook an der Mündung des Connecticut Rivers, das den holländischen Zugang zum Fluss blockierte und damit die Aufgabe des Handelspostens bei Hartford erzwang. Im folgenden Jahr kam Thomas Hooker mit den ersten englischen Siedlern ins Tal des Connecticut. Als im Sommer 1637 die Westlichen Niantic von Block Island aus das Boot eines Bostoner Händlers kaperten und ein Mitglied der Mannschaft töteten, brach der Pequot-Krieg aus.
Ohne die englischen Kolonisten in Connecticut zu warnen, schickte die Massachusetts Bay Colony eine 90 Mann starke Strafexpedition unter dem Kommando von John Endicott nach Block Island. Dort sollten sie jeden Niantic-Krieger töten und Frauen und Kinder gefangen nehmen, die man später als Sklaven verkaufen wollte. Die Engländer brannten 60 Wigwams und die Maisfelder nieder, doch die Niantic flohen in die nahen dichten Wälder und so konnte man nur 14 von ihnen töten. Endicott hielt die Bestrafungsaktion für unzureichend und führte die Expedition zurück zum Festland. In Fort Saybrook konnte er seine Truppe verstärken und fuhr zum Hauptdorf der Pequot an der Mündung des Thames River weiter. Dort verlangte er die Auslieferung der Mörder von John Stone und dem anderen Engländer, dazu 1000 Faden (1 Faden = 1,83 m) Wampum als Wiedergutmachung und einige Kinder als Geiseln. Sollten die Pequot ablehnen, würden sie mit Bestrafung rechnen müssen. Gouverneur John Winthrop erklärte später, dass die ursprüngliche Absicht gewesen sei, Endicotts Streitmacht nur nach Block Island zu schicken, und unser Marsch zu den Pequot geschah in der Hoffnung, sie zum Verhandeln zu bringen und das ganze zu einem friedlichen Ende.
Die meisten Pequot flüchteten in die Wälder. Endicott und seine Leute brannten das Dorf nieder, doch die Pequot und Niantic hatten einige der Soldaten aus Fort Saybrook wiedererkannt. Niantic-Krieger belagerten daraufhin das Fort und töteten jeden, der sich außerhalb der Palisaden sehen ließ. Das Fort stand unter dem Kommando von Leutnant Lion Gardiner, der empört war über Endicotts hastige und uneffektive Such- und Vernichtungsmission gegen die Pequot. Nach Endicotts Abzug nach Boston überfielen die Indianer auch abgelegene Siedlungen der Connecticut-Siedler, die die Folgen zu tragen hatten.
Die Pequot versuchten, ihr früheres Bündnis mit den Narraganset zu erneuern und sich mit ihnen im Kampf gegen die Engländer zu vereinigen. Ein glücklicher Zufall für die Engländer wollte es jedoch, dass Roger Williams eine Ratsversammlung unterbrechen konnte, in der die Pequot und Narraganset ihre Differenzen beilegen wollten, und den Narraganset ein Bündnis gegen ihre alte Feinde, die Pequot, anbot. Die Narraganset folgten dem englischen Angebot, stellten sich somit unter den Befehl der Engländer, was nicht nur zur Vernichtung der Pequot, sondern möglicherweise auch zu ihrer eigenen führte. Im Winter versuchten die Pequot, auch die Mohegan und Niantic als Verbündete gegen die Engländer zu gewinnen. Nur die Westlichen Niantic sagten zu, während sich die Mohegan auf die Seite der Kolonisten stellten. Die Östlichen Niantic blieben neutral.
Am 1. Mai 1637 erklärte der General Court der Kolonie von Connecticut in Hartford den Offensiv-Krieg gegen die Pequot und Westlichen Niantic. Sowohl Connecticut als auch Massachusetts unternahmen Feldzüge gegen die Pequot und Westlichen Niantic, wobei jeder von ihnen hoffte, diese Nationen vor den anderen zu vernichten. Captain John Mason aus Connecticut marschierte mit 90 Engländern und Hunderten von indianischen Verbündeten zu einem Pequot-Dorf am Mystic River, das man in Brand steckte und alle Bewohner abschlachtete, die meisten von ihnen waren Frauen und Kinder. Die verbündeten Narragansetts waren entsetzt über die unbarmherzige Kriegsführung der Engländer, dem Töten oder Versklaven aller überlebenden Pequot, davon sogar einige, die sich freiwillig den Narraganset ergeben hatten, um in ihren Stamm aufgenommen zu werden.
Die übrigen Pequot und Westlichen Niantic verließen ihre Dörfer und flohen, gejagt von den Engländern und ihren indianischen Verbündeten. Die Gefangenen wurden entweder exekutiert oder als Sklaven nach Bermudas und Westindien verkauft. Nur etwa 100 Westliche Niantic und eine Anzahl Pequot wurden den Mohegan zur Aufnahme in deren Stamm übergeben.

### Verlust der Identität
Um 1655 ging es den Pequot und Westlichen Niantic bei den Mohegan so schlecht, dass die Engländer, gewöhnlich wenig beeindruckt durch derartige Dinge, die Pequot zu anderen Orten im östlichen Connecticut brachten und einige Westliche Niantic gingen mit ihnen. Die bei den Mohegan gebliebenen Niantic gingen zu den Brotherton-Indianern und verließen 1788 Connecticut, um bei den Oneida im Bundesstaat New York zu leben. Die Brotherton zogen 1834 nach Wisconsin und viele ihrer Nachkommen leben noch heute an der Ostseite des Lake Winnebago. Es schien so, als seien die verbliebenen Westlichen Niantic in den Mohegan aufgegangen, doch im frühen 19. Jahrhundert wurde von einigen Familien aus diesem Stamm bei Lyme und bei Danbury berichtet. Weitere Informationen fehlen allerdings seitdem, so dass die Identität des Stammes als erloschen gilt.
Die Östlichen Niantic blieben bis zum King Philip’s War (1675–1676) unter dem Schutz der Narraganset. Gemeinsam mit den Narraganset schafften sie es, in diesem Krieg neutral zu bleiben, die Narraganset jedoch wurden beschuldigt, flüchtige Wampanoag bei sich aufzunehmen. Die Engländer griffen sie deshalb im Dezember 1675 an. In diesem Gefecht, das als Großes Sumpf-Massaker (engl. Great Swamp Massacre) bekannt wurde, verloren die Narraganset mehr als 600 Stammesmitglieder und 20 Sachems.
Von den fast 5000 Narraganset vor dem Krieg überlebten weniger als 500 Angehörige und unterzeichneten 1682 einen Friedensvertrag mit den Engländern. Die Östlichen Niantic waren bis zum Kriegsende neutral geblieben und erhielten ein kleines Reservat bei Charlestown in Rhode Island, wohin auch die Reste der Narraganset ziehen durften. Bald darauf verloren die Östlichen Niantic ihre Identität, denn in späteren Berichten werden nur noch die Narraganset erwähnt.

## Demografie
Schätzungen über die Bevölkerungszahlen vor dem Eintreffen der Europäer sind problematisch, weil die Niantic kurz vor dem Kontakt sowohl durch Krankheiten als auch durch Kriege dezimiert worden waren. Besonders die Epidemien von 1617–1619 trafen die Niantic genau so verheerend wie ihre Nachbarn und viele ihrer Dörfer waren völlig ausgestorben. Es ist zu vermuten, dass ihre Zahl einst etwa 4000 Stammesmitglieder betragen hat. Zur Zeit der ersten Besiedlung von Plymouth durch die Engländer im Jahr 1620 betrug ihre Zahl insgesamt etwa 1500 Östliche und Westliche Niantic.
| Jahr | Anzahl | Anmerkung                                      | Quelle                                            |
| ---- | ------ | ---------------------------------------------- | ------------------------------------------------- |
| 1620 | 1.500  | geschätzt                                      | Dick Shovel                                       |
| 1700 | 200    | je 100 in Rhode Island u. Connecticut          | NAHDB*                                            |
| 1730 | 985    | Narraganset + Westliche Niantic in Charlestown | John Callender                                    |
| 1833 | 199    | Narraganset in Charlestown                     | Commissioner on the Narragansett Tribe of Indians |

*Native American Historical Data Base